# 环城街道 (枣阳市)
环城街道，是中华人民共和国湖北省襄阳市枣阳市下辖的一个乡镇级行政单位。

## 行政区划
环城街道下辖以下地区：
土铺村、柿子园村、鲍庄村、崔庄村、西郊村、王寨村、杨坡村、齐集村、赵集村、刘楼村、二郎村、刘桥村、坡下村、袁庄村、双庙村、玉皇村、上河村、下河村、叶庄村、孙庄村、方湾村、十里村、孙井村、花果村、八里村、侯井村、东郊村、草堰村、赵当村、上当村和董田村。